# 屈士燝
屈士燝（？—1658年），字賁士，廣東廣州府番禺縣人，南明政治人物。

## 生平
屈士燝之父屈驤，為崇禎三年（1630年）武舉人。隆武元年（1645年），屈士燝舉廣東鄉試。到梧州呈上《時務疏》，獲授中書舍人。不久父親去世，屈士燝辭官，服喪結束後，隆武朝廷已亡。屈士燝加入廣東義軍，和弟屈士煌入羅浮山聯合十三營壯丁數千人，與鍾丁先、凌民鑰和應張家玉。張家玉戰敗，他再上疏請求為皇室效力先死，不得准許。永曆四年（1650年）春，屈士燝、屈士煌兄弟聯軍支援廣州，杜永和命他們守衛石門。廣州失陷，二人逃到西樵。永曆八年（1654年），李定國收復高州、雷州、廉州，他繞到前往參見李定國，但李定國已經還師貴州，因此走入化州西山。其時鄧耀駐守欽州龍門島，迎接屈士燝來到；島中有二位郡王、一位巡撫、六部監司知府等數十人，每次開會也讓徵詢他的意見，曾建議向東求陳奇策支援、西解周金湯內鬥，近連安南，遠結延平。不久島上眾人得知永曆帝在雲南，就讓他經安南前往行在，上書指明利害，言語侵犯馬吉翔，又指出孫可望險惡，轉官儀制主事。冷孟銋、楊在、齊環、汪郊及太僕卿蔡鍊共同上疏說他經歷艱難險阻，與弟弟屈士煌經安南才能謁見皇帝，授官卻卑微未稱身，不適宜如此獎賞勞累的大臣，未獲理會。
永曆十一年（1657年）八月，屈士燝兄弟主考雲興鄉試，取景同春等六人。王尚禮驕縱不符合人臣禮，他上疏彈劾；王尚禮很生氣，想加害他，很快遭阻止。很快朝廷命他奉詔出使監國魯王、鄭成功，得朝士挽留，於是中止。他為人誠實，被人笑他迂腐，但獲李定國看重。次年（1658年），他升任員外郎掌儀制，李定國擔心督學貪污，每次出行較士都要求都司隨行，他指出這不適合禮制，因此罷去都司。長至節時，瑞昌王和蜀王朱平樻爭列，怒氣沖沖到儀制司辱罵掾史，屈士燝說：「蜀王是太祖第十一子，寧王的兄長，玉牒還在，王爺是否想作亂？」為此他上言國家喪亂，宗室已經所餘無幾，應該互相親愛，不宜同室操戈，貽害國戚。適逢宗室某王去世，兒子幼小不能自立，請求吉王朱慈煃收養教育，待長襲封。於是宗人府建議凡宗室孤苦無依全屬吉王，文告出示後，宗室們都覺得感動。永曆帝前往永昌，屈士燝來不及跟從，就和屈士煌東歸。鄭成功包圍南京，他計劃前往，但未成行就去世。

## 引用
1. 1 2  錢海岳《南明史·卷五十八·列傳第三十四》：屈士燝，字賁士，番禺人。父驤。崇禎三年武舉。士燝，隆武元年舉於鄉。走梧州，上時務疏，授中書舍人。父憂歸。廣東義師起，偕弟士煌入羅浮山，合十三營壯士，得數千人，與鍾丁先、凌民鑰同應張家玉。會家玉敗，再上疏請執殳先死，不許。永曆四年春，兄弟聯軍援廣州，杜永和命守石門。廣州陷，入西樵。八年，李定國復高、雷、廉，間道赴之，則定國已還師於黔，乃走化州西山。時鄧耀屯欽州龍門島，迎之。島中遺臣有二郡王、一巡撫、六部監司知府以下數十人。每大會，必顧問焉。嘗請東乞陳奇策之援，西解周金湯之鬭，近連安南，遠結延平，皆至計。已聞上幸雲南，諸臣使士燝自安南間詣行在。上書指陳利害，語侵馬吉翔，且言孫可望惡，轉儀制主事。冷孟銋、楊在、齊環、汪郊及太僕卿蔡鍊合疏言士燝艱難險阻，九死一生，與弟士煌間走安南，扶服詣闕，官卑車服未稱，非所以獎瘁臣，不報。
2. ↑  錢海岳《南明史·卷五十八·列傳第三十四》：十一年八月，同考雲興鄉試，得景同春等六人。王尚禮驕恣無人臣禮，上疏劾之。尚禮大怒，將加不利，不為少沮。尋命奉詔使監國魯王、鄭成功，朝士留之，乃止。士燝為人謹愿，人笑其迂，定國顧重之。十二年，擢員外郎掌儀制。初，定國慮諸道督學貪墨，每出行部較士，奏一都司隨之。士燝言非禮，罷之。長至節，瑞昌王與蜀王爭列，盛氣至署，詈責掾史。士燝曰：「蜀王太祖十一子，寧王之兄，玉牒具在。王今欲亂之耶？」因上言國家喪亂，天潢存者無幾，自當勉親親，不宜自起干矛，以貽國戚。會宗室某王薨，子幼不能自立，疏請吉王收養教誨，俟長襲封。於是宗人府建議凡諸宗孤榮無告者，悉歸吉王。議出，諸宗感之。上幸永昌，追扈不及，乃與士煌東歸。成功圍南京，將赴之，未行卒。